# Kate Rusby
Kate Anna Rusby (Barnsley, 4 dicembre 1973) è una cantautrice britannica di musica folk.

## Biografia
Nata e cresciuta a Barnsley (Inghilterra), inizia a cantare nel gruppo The Poozies tutto al femminile. Nel 1995 collabora con Kathryn Robert per un album in duo. Nel marzo '97 pubblica il suo primo album da solista. Nel maggio 1999 è la volta di Sleepless, che riceve la candidatura al Premio Mercury. Nel giugno 2001 pubblica Little Lights, prodotto da John McCusker. Nel 2003 partecipa alla colonna sonora del film Heartlands, diretto da Damien O'Donnell e scritto da Paul Fraser. Duetta nel 2006 con Ronan Keating nel brano All Over Again, inserito nell'album Bring You Home. Inoltre ha collaborato con Roddy Woomble (Idlewild). Nel 2007 ha pubblicato Awkward Annie, suo settimo album, il primo prodotto dall'artista stessa. Il 2008 vede la pubblicazione di Sweet Bells, album di reinterpretazioni natalizie. Nel 2010 pubblica Make the Light, una raccolta di canzoni da lei scritte. Nel 2011 esce il secondo album-raccolta natalizio.

## Discografia
Album studio
- 1998 - Hourglass
- 1999 - Sleepless
- 2001 - Little Lights
- 2002 - 10
- 2004 - Underneath the Stars
- 2005 - The Girl Who Couldn't Fly
- 2007 - Awkward Annie
- 2008 - Sweet Bells (album natalizio)
- 2010 - Make the Light
- 2011 - While Mortals Sleep (album natalizio)
- 2012 - 20
- 2014 - Ghost
- 2015 - The Frost Is All Over (album natalizio)

Album collaborativi
- 1993 - Intuition (con Kathleen Deighton, Rosalie Deighton, Julie Matthews, Kathryn Robers e Pat Shaw)
- 1995 - Kate Rusby & Kathryn Roberts (con Kathryn Roberts)
- 1999 - Infinite Blue (con The Poozies)
- 2004 - Heartlands (con John McCusker)